# Neromia phoenicosticta
Neromia phoenicosticta là một loài bướm đêm trong họ Geometridae.